# Société de Dietrich et Cie de Lunéville
Société de Dietrich et Cie de Lunéville est un constructeur automobile français.

## Production

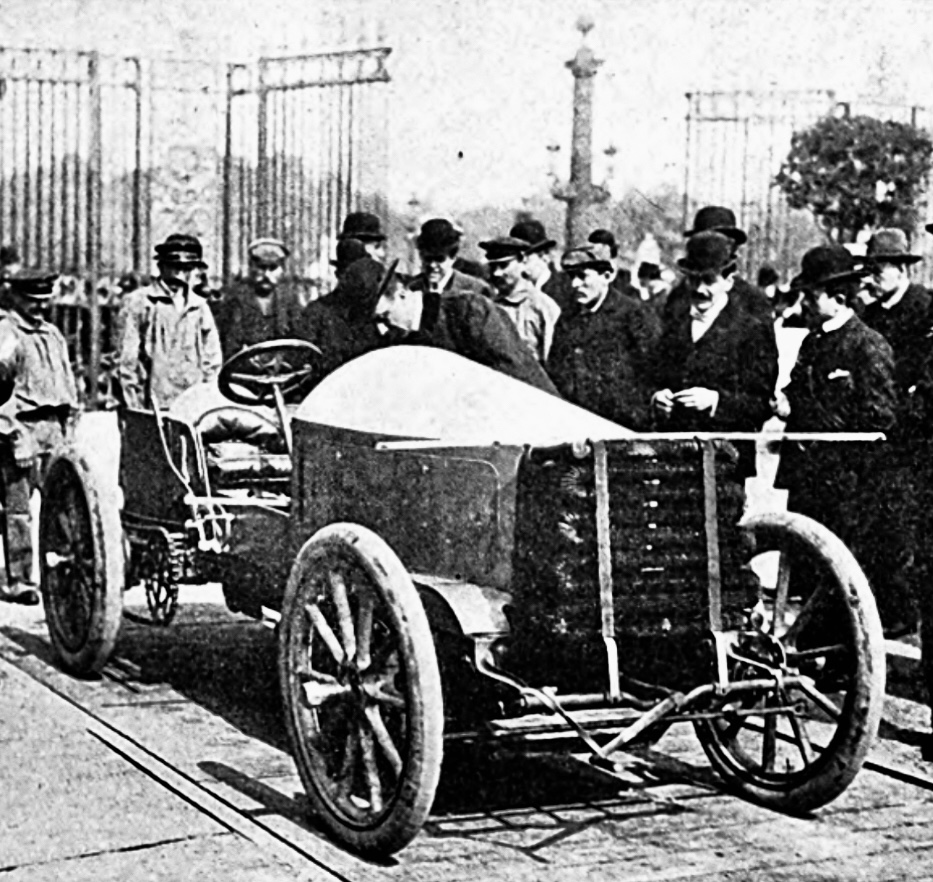
De Dietrich (1903).

L’entreprise basée à Lunéville a commencé à produire des automobiles en 1897. Le nom de la marque était de Dietrich. La société mère étant située en Alsace-Lorraine.
En 1880, une succursale est fondée à Lunéville, en France. Édouard de Turckheim, qui s’était marié dans la famille De Dietrich, dirigea la colonie jusqu’en 1890, date à laquelle son fils Adrien de Turckheim en reprit la direction. Initialement, des véhicules à moteur horizontal à deux et quatre cylindres de Bollée ont été créés. Il s’agit des modèles 6 CV, 9 CV, 10 CV et 12 CV, qui étaient disponibles en tant que voitures particulières et camions.
De plus, plusieurs voitures de course ont été produites en tant que Type 18 CV, 24 CV, 7 CV, 11 CV et 15 CV.
D’après le permis Turcat-Méry, le Type I à moteur bicylindre et le Type H, le Type Ibis et le Type M à quatre cylindres sont connus pour 1902 et 1903.
Des camions et des bus ont également été produits. L’entreprise a été fermée en 1905.
- de Dietrich 40/50 CV [2]